# El místic (pel·lícula)
El místic és una pel·lícula de 1926 dirigida per Joan Andreu i Moragas, adaptació del drama homònim (1904) de Santiago Rusiñol. El guió va ser del periodista madrileny Celso de Lucio (fill), i la productora l'empresa Ediciones ICE de Madrid, a la qual es va afegir finançament de capital valencià. Joan Andreu comptà amb la col·laboració de l'operador barceloní Josep Maria Maristany. Entre els actors i actrius hi ha Consol Sirera, Francisco Priego, Mercè Ramos, José Ramón Cubillas, José Mora i José Benítez. L'estrena va ser el 13 de gener de 1927, a Barcelona, i es va exhibir durant una setmana. L'obra no va tenir èxit i va decebre el públic i la crítica.
Anys després, el 1950, el realitzador mexicà Emilio Gómez Muriel va rodar una nova versió del drama de Rusiñol, amb el títol Entre tu amor y el cielo.